# Pedro Muñiz Martínez
Pedro Ernesto Muñiz Martínez (Lima, 11 de marzo de 1902-Lima, 1966) fue un ingeniero y político peruano. Miembro del Partido Aprista, fue diputado constituyente (1931-1932), diputado por la provincia de Yauli (1945-1948) y presidente de la Cámara de Diputados (1946-1947). Sus críticas a regímenes dictatoriales le ocasionaron la deportación en tres oportunidades y la prisión durante cuatro años y medio. En lo que respecta a su profesión de ingeniero, ejerció importantes cargos en el sector minero del Perú y de otros países. También ejerció la docencia universitaria. Terminó su carrera como funcionario del Banco Minero del Perú.

## Biografía
Hijo del general Pedro E. Muñiz Sevilla y María Teresa Martínez. Su padre fue un distinguido militar y político, combatiente de la Guerra del Pacífico, ministro de Guerra en varios gobiernos y presidente del Consejo de Ministros durante el primer gobierno de Óscar R. Benavides (1914).
Cursó sus estudios escolares en el Colegio San Agustín, y luego, en 1920, ingresó a la Escuela Nacional de Ingenieros (actual Universidad Nacional de Ingeniería) de donde egresó en 1924. Obtuvo su título de Ingeniero de Minas en 1931.
Todavía estudiante, dirigió la revista Minería en 1923 y fue elegido presidente de la Federación de Estudiantes del Perú en 1924. Durante esos años se relacionó con el también líder estudiantil Víctor Raúl Haya de la Torre, que poco tiempo después fundaría el APRA. 
Pasó a ejercer su profesión en la Cerro de Pasco Copper Corporation, empresa estadounidense que explotaba las minas de Cerro de Pasco y administraba la fundición de La Oroya, en la sierra central peruana. Luego colaboró con la Dirección de Caminos en la construcción de la carretera Pisco-Castrovirreyna y se integró al Cuerpo de Ingenieros de Minas, de 1926 a 1931.
Ejerció también la docencia, en la Universidad Mayor de San Marcos y en la Escuela Nacional de Ingenieros. En la primera, tuvo a su cargo la cátedra de Mineralogía en la Facultad de Ciencias, de 1929 a 1931, y de 1946 a 1948.
Se afilió al Partido Aprista Peruano, recientemente fundado, y en las elecciones generales de 1931 fue elegido diputado por Lima al Congreso Constituyente.
Los apristas desconocieron el triunfo de Luis Sánchez Cerro en dichas elecciones, y antes de que asumiera este al poder, ocurrieron algunas asonadas en diversas regiones del Perú. En Cerro de Pasco, los apristas, encabezados por Muñiz, tomaron el control de la ciudad, pero de manera efímera, pues las fuerzas policiales la recapturaron el 6 de diciembre de 1931.
No obstante su implicación en un acto subversivo, a Muñiz se le permitió jurar como diputado. Integró así la primera Célula Parlamentaria Aprista, que sumaba en total 23 diputados, la misma que hizo una exacerbada oposición al gobierno de Luis Sánchez Cerro, inaugurado el 8 de diciembre de 1931. Muñiz incluso protagonizó un incidente en el hemiciclo con el ministro de Justicia, Carlos Sayán Álvarez, con quien se lió a golpes.
La reacción del gobierno no tardó en llegar. Sin mediar desafuero, todos los diputados apristas fueron apresados y desterrados, el 20 de febrero de 1932, a excepción de Luis Heysen, que logró eludir a sus perseguidores.
Muñiz se dirigió a Colombia, donde ejerció su profesión en la mina aurífera Josefina. Mientras tanto, en el Perú se sucedían cambios políticos. Sánchez Cerro era asesinado y su sucesor, el general Oscar R. Benavides promulgaba una ley de amnistía en 1933. Gracias a esta, Muñiz pudo retornar al Perú.
Pero el periodo de “paz y concordia” fue breve, y al año siguiente, los apristas volvieron a sufrir persecuciones, carcelería y destierros. Muñiz estuvo encerrado en el Panóptico de Lima durante cuatro años y medio, tras lo cual volvió a ser desterrado. Pasó entonces a Chile, donde trabajó en las minas cupríferas de El Teniente.
Volvió al Perú en 1940, ya bajo el primer gobierno de Manuel Prado Ugarteche, y retomó el ejercicio de su profesión en diversas compañías mineras.
En 1945 fue elegido diputado por la provincia de Yauli y en 1946 fue elevado a la presidencia de su cámara. Su periodo parlamentario debió durar hasta 1951, pero se vio frustrado por el golpe de Estado de 1948, que dio pase a un gobierno militar encabezado por el general Manuel A. Odría que reprimió duramente al aprismo.
Muñiz se asiló en la embajada de Cuba, y luego partió por tercera vez al destierro. En Guatemala fue asesor de la Dirección de Minas y del Instituto de Petróleo, de 1949 a 1950; y en Cuba, asesor del Banco de Fomento Agrícola e Industrial, de 1950 a 1956.
Cuando en 1956, el nuevo gobierno democrático de Manuel Prado Ugarteche amnistió a los perseguidos políticos, Muñiz retornó al Perú y fue nombrado jefe de la Sección Técnica del Banco Minero del Perú. Allí permaneció, hasta su fallecimiento en 1966.
Fue miembro de la American Institute of Mining Metallurgical and Petroleum Engineers; del Instituto de Minas del Perú; y de la Sociedad Cubana de Ingenieros.

## Publicaciones
- Lo que es el aprismo (1932)
- Penetración imperialista
- Política minera (1935)
- El petróleo en Sudamérica (1941), en colaboración con Carlos Manuel Cox.
- Pasado, presente y posibilidades de la profesión del ingeniero (1950)
- Sangre y metal (1957), cuentos inspirados en la vida de los trabajadores mineros.[1]

## Condecoraciones
- Gran Cruz de la Orden El Sol del Perú[3]